# سفائر
سفائر (انگلیسی: Sapphire) شرکت نساجی پاکستانی است، که در سال ۱۹۴۰ تأسیس شد.